# Syndroom van Schnitzler
Het syndroom van Schnitzler wordt gekenmerkt door terugkerende niet-jeukende 
urticaria met aanvallen van koorts, botpijn en gewrichtspijn. Daarbij wordt in het bloed een abnormale hoeveelheid IgM aangetroffen. Andere symptomen die voor kunnen komen zijn zwelling van lymfeklieren, vergrote lever en/of milt, verhoogde bloedbezinking, verhoging van het aantal witte bloedcellen. 15% van de patiënten heeft behalve urticaria ook angio-oedeem. Een huidbiopt toont neutrofiele granulocyten in de dermis, en soms urticariële vasculitis.
Het ziektebeeld is voor het eerst beschreven in 1974 door Schnitzler.